# Босна и Херцеговина на Светском првенству у атлетици на отвореном 1999.
Босна и Херцеговина је на Светском првенству у атлетици на отвореном 1999. одржаном у Севиљи (Шпанија) од 20.а до 29. августа, учествовала четврти пут под овим именом са двоје атлетичара, који су се такмичили у две дисциплине.,
На овом првенству Босна и Херцеговина није освојила ниједну медаљу, нити је оборен неки рекорд.
И после овог првенства Босна и Херцеговина се налазила у групи земаља које нису освајале медаље на светским првенствима.

## Учесници
| Мушкарци: - Елвир Крехмић — Скок увис, АК Зеница из Зенице | Жене: - Дијана Којић — 400 м АК Слобода Техноград из Тузле |  |

## Резултати

### Мушкарци
| Атлетичар     | Дисциплина | Лични рек. | Квалификације | Квалификације | Финале               | Финале        | Детаљи |
| Атлетичар     | Дисциплина | Лични рек. | Резултат      | Место         | Резултат             | Место         | Детаљи |
| ------------- | ---------- | ---------- | ------------- | ------------- | -------------------- | ------------- | ------ |
| Елвир Крехмић | скок увис  | 2,31 НР    | 2,20          | 12. у гр. А   | Није се квалификовао | 22. / 29 (30) |        |

### Жене
| Атлетичарка  | Дисциплина | Лични рек. | Квалификације | Квалификације | Четвртфинале          | Четвртфинале          | Полуфинале            | Полуфинале            | Финале                | Финале        | Детаљи |
| Атлетичарка  | Дисциплина | Лични рек. | Резултат      | Место         | Резултат              | Место                 | Резултат              | Место                 | Резултат              | Место         | Детаљи |
| ------------ | ---------- | ---------- | ------------- | ------------- | --------------------- | --------------------- | --------------------- | --------------------- | --------------------- | ------------- | ------ |
| Дијана Којић | 400 м      | 54,28 НР   | 56.08         | 7. у гр. 6    | Није се квалификовала | Није се квалификовала | Није се квалификовала | Није се квалификовала | Није се квалификовала | 44. / 49 (52) |        |